# 손 시에우메이
손 시에우메이(크메르어: ស៊ន សៀវម៉ី, 중국어 정체자: 孫秀美, 병음: Sūn Xiùměi 쑨슈메이[*], 한자음: 손수미, 1995년 11월 14일~)는 캄보디아의 태권도 선수이다. 2014년 아시안 게임에서 태권도 금메달을 획득하며 캄보디아 최초의 아시안 게임 금메달리스트가 되었다.

## 경력
프놈펜의 화교 집안에서 태어났으며, 오빠인 손 엘릿과 언니인 손 다빈도 캄보디아 국가대표 태권도 선수이다. 2011년에 캄보디아 국가대표로 발탁되었고 2013년 미얀마 네피도에서 열린 2013년 동남아시아 경기 대회 여자 미들급에서 금메달을 획득했다.
2014년 대한민국 인천에서 열린 2014년 아시안 게임에 캄보디아 국가대표로 참가하였으며, 이 대회 여자 미들급 경기에서 이란의 파테메 루하니를 누르고 금메달을 획득했다.
캄보디아는 1954년 필리핀 마닐라에서 열린 1954년 아시안 게임부터 아시안 게임에 참가를 했으나, 1970년 아시안 게임 이후로는 아시안 게임 메달리스트가 나오지 않았다. 손 시에우메이의 금메달은 캄보디아 최초의 아시안 게임 금메달이다.

## 기록

### 올림픽
2016년 하계 올림픽
| 선수          | 종목   | 16강           | 8강            | 준결승         | 패자부활전     | 동메달 결정전  | 결승           | 결승 |
| 선수          | 종목   | 상대 선수 결과 | 상대 선수 결과 | 상대 선수 결과 | 상대 선수 결과 | 상대 선수 결과 | 상대 선수 결과 | 순위 |
| ------------- | ------ | -------------- | -------------- | -------------- | -------------- | -------------- | -------------- | ---- |
| 손 시에우메이 | +67 kg |                |                |                |                |                |                | ?    |

### 아시안 게임
2014년 아시안 게임
| 선수          | 종목   | 16강           | 8강                             | 준결승                   | 패자부활전     | 동메달 결정전  | 결승                     | 결승 |
| 선수          | 종목   | 상대 선수 결과 | 상대 선수 결과                  | 상대 선수 결과           | 상대 선수 결과 | 상대 선수 결과 | 상대 선수 결과           | 순위 |
| ------------- | ------ | -------------- | ------------------------------- | ------------------------ | -------------- | -------------- | ------------------------ | ---- |
| 손 시에우메이 | +67 kg | 부전승         | U. 아브둘라예바 (UZB) · 승 29–7 | K. 알로라 (PHI) · 승 6–5 | 경기없음       | 경기없음       | F. 루하니 (IRI) · 승 7–4 | 1    |

### 동남아시아 경기 대회
금메달
- 2013년 동남아시아 경기 대회
- 2017년 동남아시아 경기 대회
- 2019년 동남아시아 경기 대회
- 2023년 동남아시아 경기 대회

동메달
- 2011년 동남아시아 경기 대회